# If I Can Dream (Måneskin)
If I Can Dream è un singolo del gruppo musicale italiano Måneskin, pubblicato il 17 giugno 2022 come quinto estratto dalla colonna sonora Elvis (Original Motion Picture Soundtrack).

## Descrizione
Si tratta di una reinterpretazione dell'omonimo brano di Elvis Presley. Il brano fa parte della colonna sonora del film Elvis.

## Video musicale
Il video è stato reso disponibile il 29 luglio 2022 attraverso il canale YouTube del gruppo.

## Tracce
1. If I Can Dream – 3:16

## Classifiche
| Classifica (2022) | Posizione massima |
| ----------------- | ----------------- |
| Lituania          | 95                |